# Christian Thum
Christian Thum hay còn được gọi là von Thum, Thumb, Theun hoặc Thun (mất 1655), là một diễn viên và đạo diễn sân khấu người Thụy Điển (gốc Đức). Ông thuộc vào hàng các diễn viên chuyên nghiệp sớm nhất được ghi nhậnở Thụy Điển, là người đứng đầu nhà hát của hoàng gia Thụy Điển vào năm 1628-1645, và người sáng lập nhà hát đầu tiên ở Thụy Điển và Scandinavia, Bjorååststtern (1640).